# Очеви и оци
Очеви и оци је српски ТВ филм из 1996. који представља снимак истоимене позоришне представа Атељеа 212 из Београда. Драматизацију представе урадио је Ненад Прокић по истоименом делу Слободана Селенића објављеном 1985. године. Редитељ представе је Зоран Ратковић, а редитељ телевизијског снимка Арса Милошевић.
Премијера представе изведена је 20. априла 1990. у Сомбору, пошто је у то време зграда позоришта Атеље 212 била у реконструкцији. Након адаптације зграде београдска премијера одржана је 5. јуна 1992, док је представа за телевизију снимљена је 3. маја 1996. године. Последњу улогу одиграо је Милутин Бутковић.

## Улоге
| Глумац                     | Улога                  |
| -------------------------- | ---------------------- |
| Властимир Ђуза Стојиљковић | Стеван Медаковић       |
| Тихомир Станић             | Млади Стеван Медаковић |
| Младен Андрејевић          | Глишић                 |
| Тања Бошковић              | Елисабет Блејк         |
| Милутин Бутковић           | Јаша Продановић        |
| Светозар Цветковић         | Патрик Вокер           |
| Небојша Илић               | Џон                    |
| Љубица Ковић               | гђица Трики            |
| Петар Краљ                 | Видосав Прокић         |
| Милан Цаци Михаиловић      | Дане Шаренгаћа         |
| Владислав Михаиловић       | Михајло Медаковић      |
| Боривоје Стојановић        | Слободан Јовановић     |
| Предраг Тасовац            | Милутин Медаковић      |
| Аљоша Вучковић             | Барјактаревић          |